# China Eastern Airlines
China Eastern Airlines Corporation Limited (cinese semplificato: 中国 东方 航空公司; cinese tradizionale: 中國 東方 航空公司), nota anche come China Eastern, è una compagnia aerea maggiore con sede nel China Eastern Airlines Building, sui terreni dell'aeroporto Internazionale di Shanghai-Hongqiao, nel distretto di Changning, Shanghai.
È una delle tre grandi compagnie aeree (insieme ad Air China e China Southern Airlines) della Repubblica popolare cinese, che opera rotte internazionali, nazionali e regionali. I suoi hub principali sono l'aeroporto Internazionale di Shanghai Pudong e l'aeroporto Internazionale di Shanghai-Hongqiao.
China Eastern Airlines è il secondo vettore cinese per numero di passeggeri dopo China Southern Airlines. China Eastern e la sua sussidiaria Shanghai Airlines sono diventate il 14° membro di SkyTeam il 21 giugno 2011. La società madre di China Eastern Airlines Corporation Limited è China Eastern Air Holding Company.

## Storia

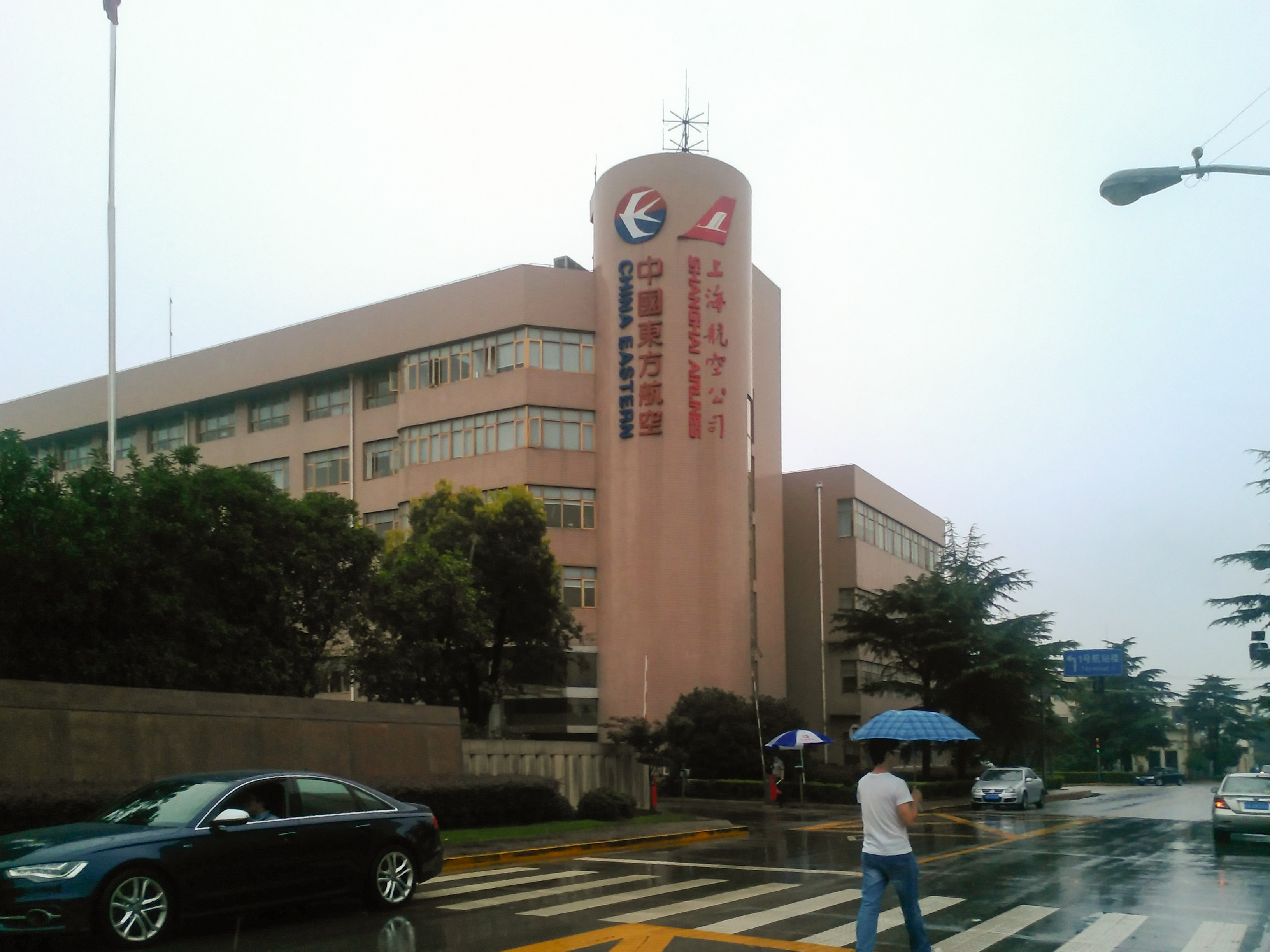
La sede della China Eastern all'aeroporto di Shangai.

China Eastern Airlines è stata fondata il 25 giugno 1988 sotto la Civil Aviation Administration of China. Nel 1997, rilevò la non redditizia China General Aviation diventando anche la prima compagnia aerea del paese a offrire azioni sul mercato internazionale. Nel 1998, fondò China Cargo Airlines in una joint venture con COSCO. Nel marzo 2001, completò l'acquisizione di Great Wall Airlines. China Yunnan Airlines e China Northwest Airlines si fusero in China Eastern Airlines nel 2003. Lo slogan della società era "Ospitalità di classe mondiale con fascino orientale" (世界 品位 ， 东方 魅力).
Il governo cinese aveva una quota di partecipazione di maggioranza in China Eastern Airlines (61,64%), mentre alcune azioni erano detenute pubblicamente (H share, 32,19%); A-share, 6,17%. Il 20 aprile 2006, i media diedero la notizia di una possibile vendita fino al 20% della sua partecipazione a investitori stranieri, tra cui Singapore Airlines, Emirates e Japan Airlines, con Singapore Airlines che confermò che i negoziati erano in corso.
Dopo aver ricevuto l'approvazione del Consiglio di Stato cinese, venne annunciato il 2 settembre 2007 che Singapore Airlines e Temasek Holdings (holding che detiene il 55% di Singapore Airlines) avrebbero acquisito congiuntamente azioni di China Eastern Airlines. Il 9 novembre 2007, gli investitori firmarono un accordo finale per acquistare una partecipazione complessiva del 24% in China Eastern Airlines: Singapore Airlines avrebbe acquisito il 15,73% e Temasek Holdings l'8,27%. L'imminente ingresso di Singapore Airlines nel mercato cinese spinse il vettore di Hong Kong Cathay Pacific a tentare di bloccare l'accordo acquistando una quota significativa in China Eastern e votando l'accordo insieme ad Air China (che già deteneva una partecipazione dell'11% in China Eastern) all'assemblea degli azionisti del dicembre 2007. Tuttavia, il 24 settembre Cathay Pacific annunciò di aver abbandonato questi piani.
La società madre di Air China, la China National Aviation Corporation di proprietà statale, annunciò nel gennaio 2008 che avrebbe offerto il 32% in più rispetto a Singapore Airlines per la partecipazione del 24% in China Eastern, complicando potenzialmente l'accordo che Singapore Airlines e Temasek avevano proposto. Alla fine, gli azionisti di minoranza rifiutarono l'offerta fatta da Singapore Airlines. Si pensa che ciò sia stato dovuto al massiccio sforzo compiuto da Air China per acquistare la quota del 24%.
L'11 giugno 2009 è stato annunciato che China Eastern Airlines si sarebbe fusa con Shanghai Airlines. Si prevedeva che tale fusione avrebbe ridotto la concorrenza eccessiva tra i due vettori con sede a Shanghai, consolidando al contempo lo status di Shanghai come hub internazionale dell'aviazione. La fusione è stata completata nel febbraio 2010. Shanghai Airlines è diventata una sussidiaria controllata al 100% da China Eastern Airlines. Tuttavia, Shanghai Airlines ha mantenuto il suo marchio e la sua livrea. La nuova compagnia aerea avrebbe dovuto detenere oltre la metà della quota di mercato a Shanghai, l'hub finanziario della Cina. China Eastern Airlines ha anche acquisito China United Airlines nell'ottobre 2010.

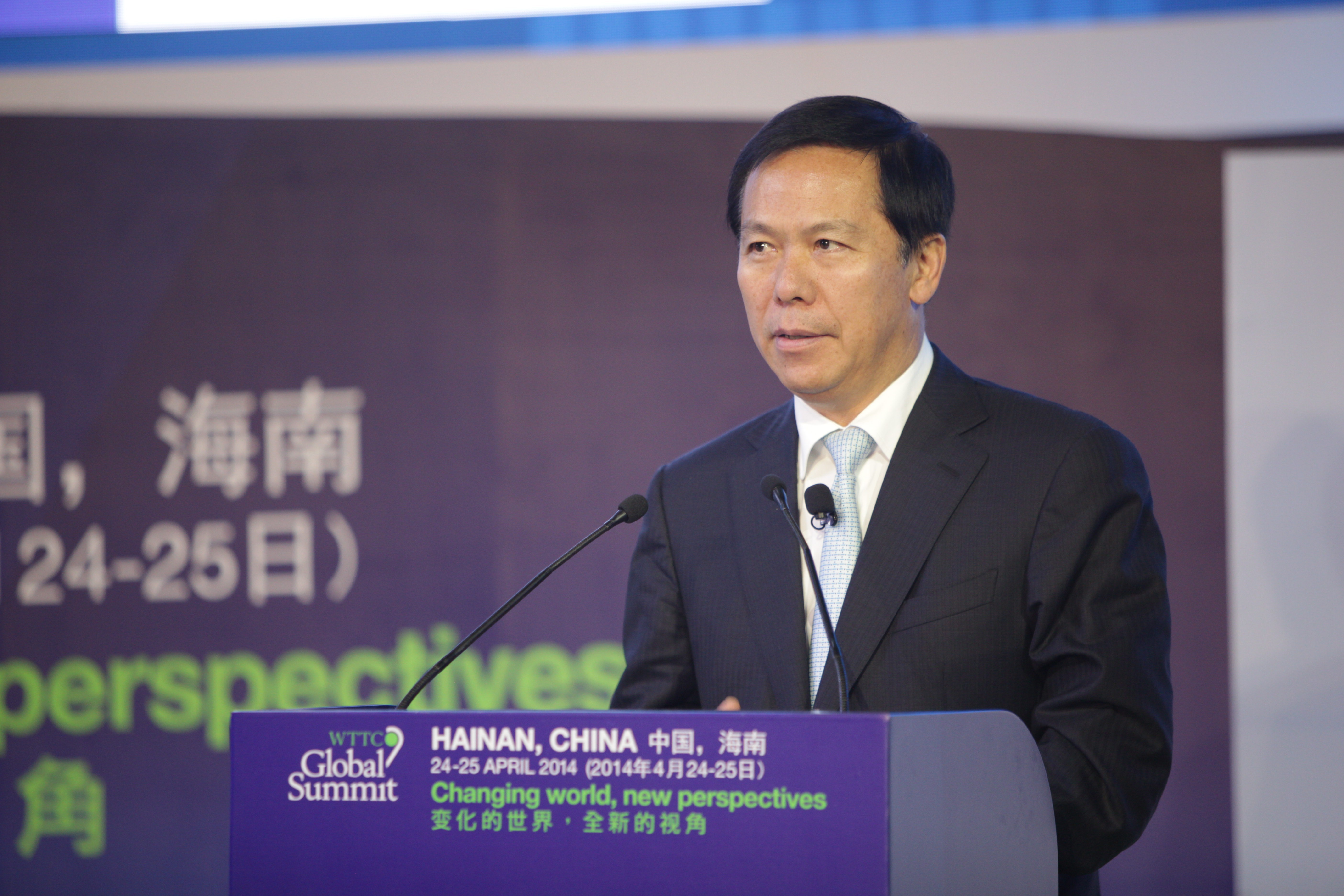
Liu Shaoyong, il CEO della compagnia, nel 2014.

Nel marzo 2012, è stato annunciato che China Eastern stava stringendo un'alleanza strategica con il gruppo Qantas per creare Jetstar Hong Kong, una nuova compagnia aerea a basso costo con sede all'aeroporto Internazionale di Hong Kong, che avrebbe iniziato le operazioni nel 2013. China Eastern avrebbe detenuto una partecipazione del 50% nella nuova compagnia aerea, con il restante 50% di proprietà di Qantas, rappresentando un investimento totale di 198 milioni di dollari. Tuttavia, nel giugno 2015, l'autorità di Hong Kong ha rifiutato di rilasciare la licenza operativa a Jetstar Hong Kong. China Eastern e Qantas hanno successivamente annunciato la fine dell'investimento.
Nel 2012, China Eastern ha ricevuto il "Golden Ting Award" alla China Capital Market Annual Conference 2012, riconoscendolo come uno dei 50 marchi cinesi di maggior valore da WPP e classificandosi tra i primi dieci della classifica CSR di FORTUNE China 2013.
Nell'aprile 2013, China Eastern ha ottenuto un permesso temporaneo per operare nelle Filippine, ma l'autorità per l'aviazione civile delle Filippine ha richiesto loro di ottenere un permesso tecnico e uno slot aeroportuale.
Il 9 settembre 2014, China Eastern ha introdotto un nuovo logo e una nuova livrea. Nel 2015, la compagnia ha stretto una partnership con Delta Air Lines in cui Delta avrebbe acquistato una quota del 3,55% in China Eastern per 450 milioni di $.
Il 30 giugno 2015, China Eastern ha lanciato un nuovo servizio per gli Stati Uniti, operando trisettimanalmente la rotta Chengdu - Nanchino - Los Angeles con Airbus A330-200.
Nel 2017, China Eastern Airlines ha registrato un utile netto di CNY6,4 miliardi ($ 983 milioni), in crescita del 41% rispetto all'utile netto di CNY 4,5 miliardi nel 2016.
Il 26 febbraio 2020, China Eastern Airlines ha lanciato OTT Airlines come sussidiaria per operare aeromobili di produzione nazionale, come il Comac C919 e il Comac ARJ21, nella regione del delta del Fiume Azzurro, oltre alle operazioni di business jet.

## Servizi

### Cargo
Dopo la fusione con Shanghai Airlines, China Eastern Airlines annunciò che avrebbe unito anche le sussidiarie cargo dei due vettori. Il nuovo vettore cargo della compagnia, costituito dalle attività di China Cargo Airlines, Great Wall Airlines e Shanghai Airlines Cargo, ha iniziato le operazioni nel 2011 dalla sua base a Shanghai. China Eastern Airlines ha firmato un accordo di cooperazione strategica con lo Shanghai Airport Group, che controlla sia l'aeroporto Internazionale di Shanghai-Hongqiao che l'aeroporto Internazionale di Shanghai Pudong.

### Eastern Miles
Il programma frequent flyer di China Eastern Airlines si chiama Eastern Miles (cinese semplificato: 东方 万里行; cinese tradizionale: 東方 萬里行). Anche Shanghai Airlines e China United Airlines, sussidiarie di China Eastern, fanno parte del programma. I soci possono accumulare miglia sui voli e tramite il consumo con la carta di credito di China Eastern. Quando vengono raccolte miglia sufficienti, i membri possono passare all'abbonamento Elite in tre livelli: Platinum, Gold e Silver.

## Cabina

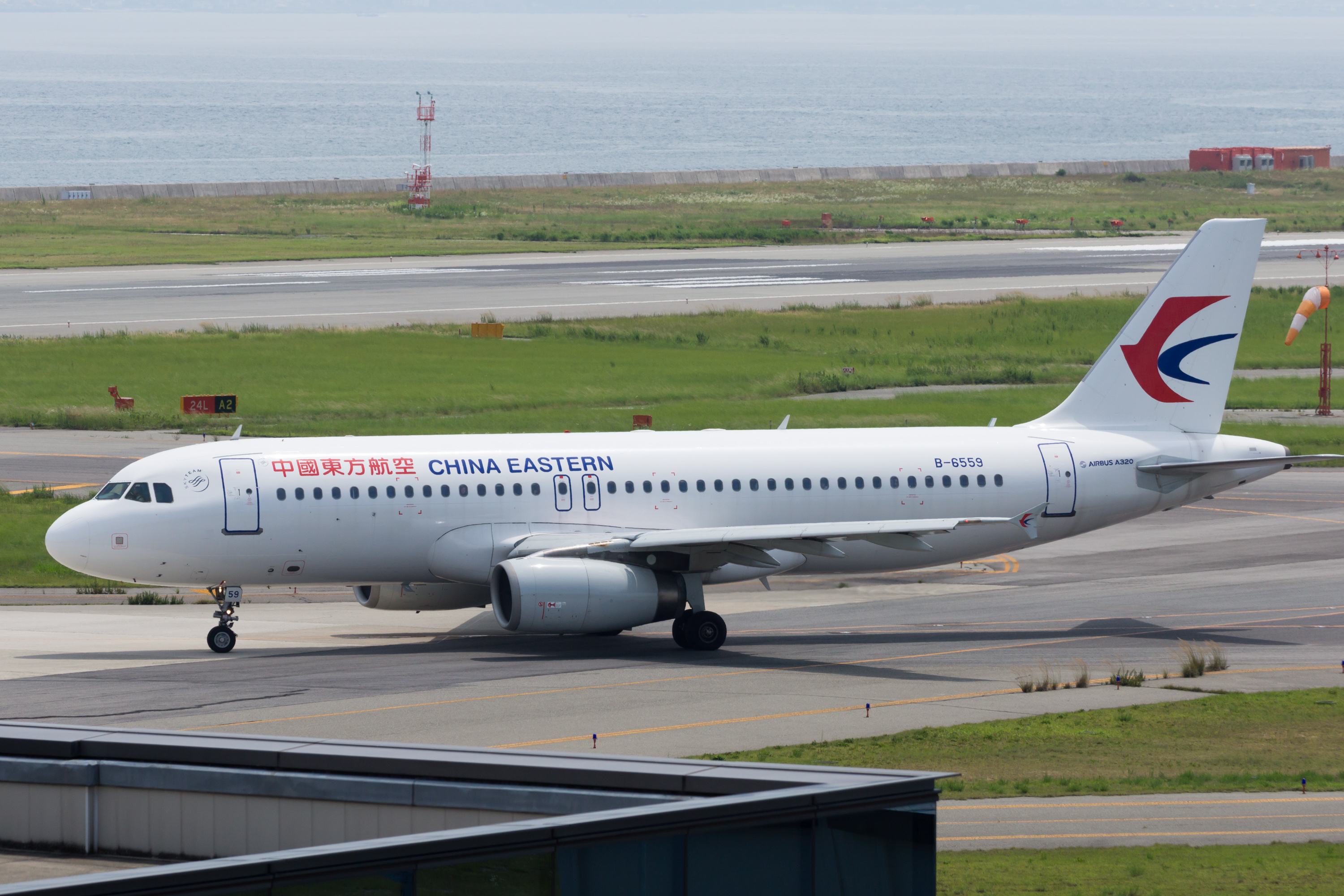
Un Airbus A320-200.

### Prima classe
China Eastern offre la prima classe su tutti i Boeing 777. I sedili sono reclinabili fino a 180° a formare un letto piatto ed è presente un separé per la privacy. Gli aerei sono dotati di un bar dove i passeggeri possono servirsi da soli e socializzare con gli altri. I sedili centrali del Boeing 777 possono essere trasformati in un letto matrimoniale.

### Business Plus
I prodotti business plus si trovano su tutti gli A350-900 e B787-9. Le suite hanno uno spazio più ampio e un'eccellente lunghezza rispetto ai posti nella normale business class. Le suite dispongono inoltre di porta scorrevole e minibar. I sedili centrali possono essere trasformati in un soggiorno con posti a sedere per quattro.

### Business class
La business class è disponibile in molte versioni differenti. Sulla flotta a fusoliera stretta di China Eastern, i sedili sono poltrone reclinabili disposte in una configurazione 2-2. Su A330 selezionati, i sedili della sono Zodiac Cirrus o Thompson Vantage XL in una configurazione 1-2-1, oppure possono essere letti piani ad angolo disposti in una configurazione 2-2-2. Sugli A350 e B787, i sedili della business class sono Thompson Vantage XL modificati con porte simili alle suite Delta one. Sui 777, i posti sono Zodiac Cirrus.

### Premium Economy
La Premium Economy si trova su tutti i Boeing B787 e Airbus A350.

### Economy
China Eastern offre un servizio pasti gratuito e alcuni A330, tutti gli A350, B777 e B787 hanno intrattenimento on demand sullo schienale.

## Sussidiarie

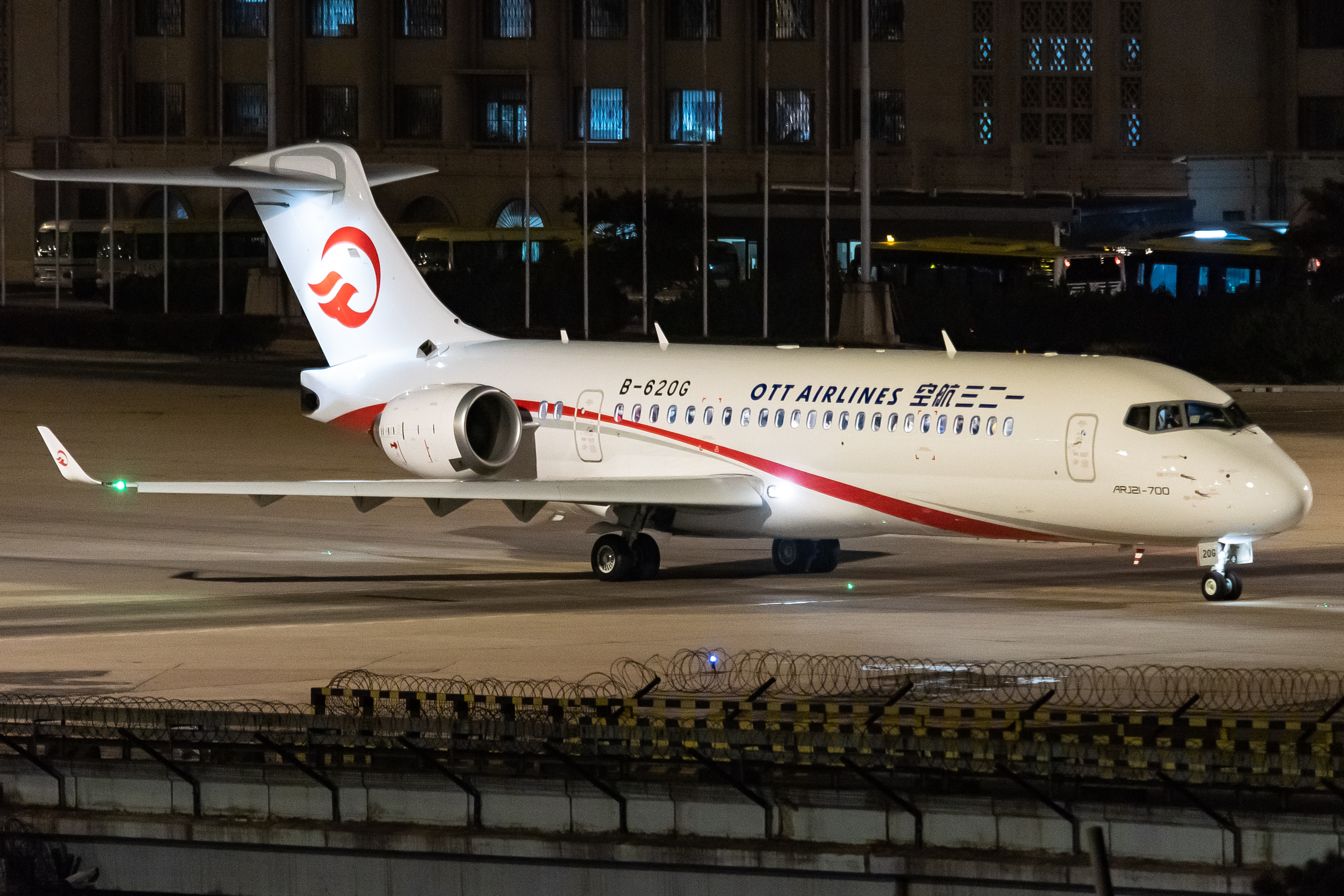
Un Comac ARJ21 di OTT Airlines.

### China Cargo Airlines
La sussidiaria cargo di China Eastern Airlines, China Cargo Airlines, è stata la prima compagnia aerea all-cargo della Cina che opera servizi di trasporto merci dedicati utilizzando la struttura delle rotte di China Eastern Airlines. La compagnia aerea porta lo stesso logo di China Eastern Airlines.

### China United Airlines
China United Airlines è un vettore low cost con sede all'aeroporto internazionale di Pechino-Daxing. È diventata una sussidiaria di China Eastern nel 2010.

### OTT Airlines
OTT Airlines è una controllata della China Eastern che è stata lanciata nel febbraio 2020 per operare aerei di produzione nazionale come il Comac C919 e il Comac ARJ21 nella regione del delta del Fiume Azzurro.

## Destinazioni
China Eastern Airlines ha una forte presenza sulle rotte in Asia, Nord America, Europa e Australia. La compagnia aerea cerca di sfruttare il potenziale del mercato interno aumentando le frequenze dei voli da Shanghai ad altre città cinesi. La compagnia aerea sta inoltre accelerando il ritmo di espansione internazionale aumentando le frequenze dei voli verso destinazioni internazionali. Nel 2007, ha iniziato le operazioni a New York City da Shanghai, rendendola la rotta non-stop più lunga per la compagnia aerea. Nel 2016, ha lanciato voli diretti da Shanghai a Praga, Amsterdam, Madrid e San Pietroburgo.

## Flotta

### Flotta attuale

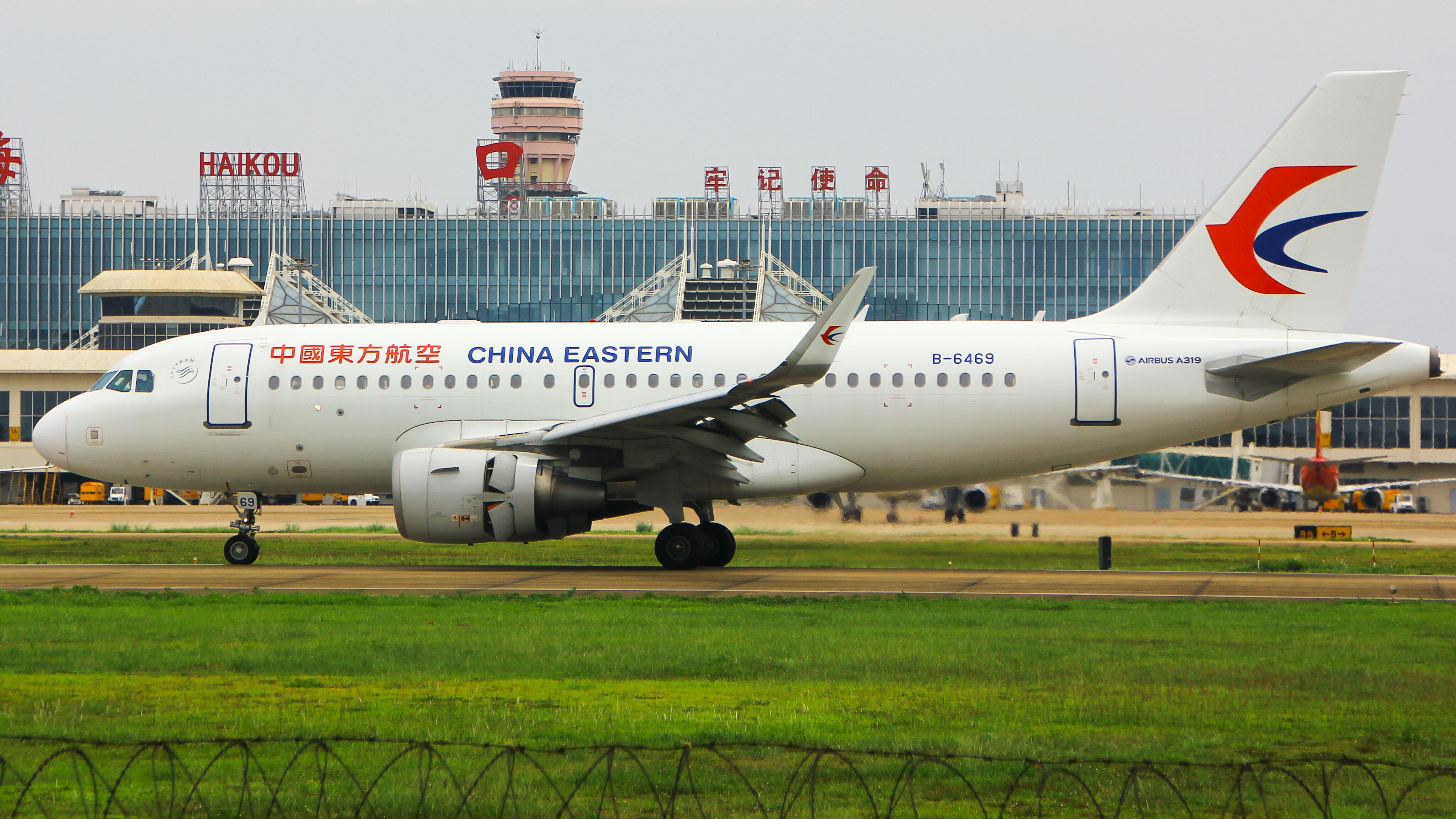
Un Airbus A319-100.

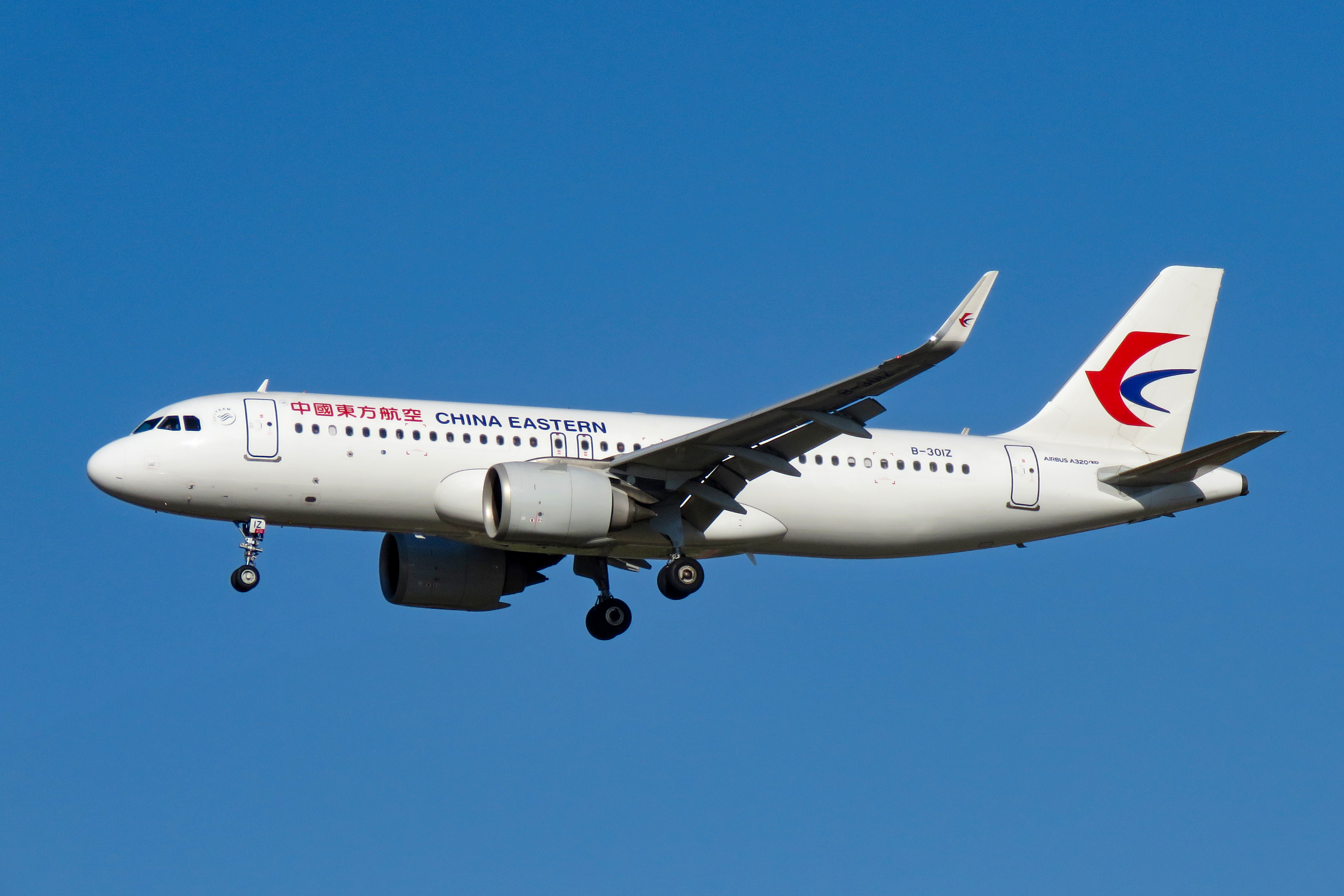
Un Airbus A320neo.

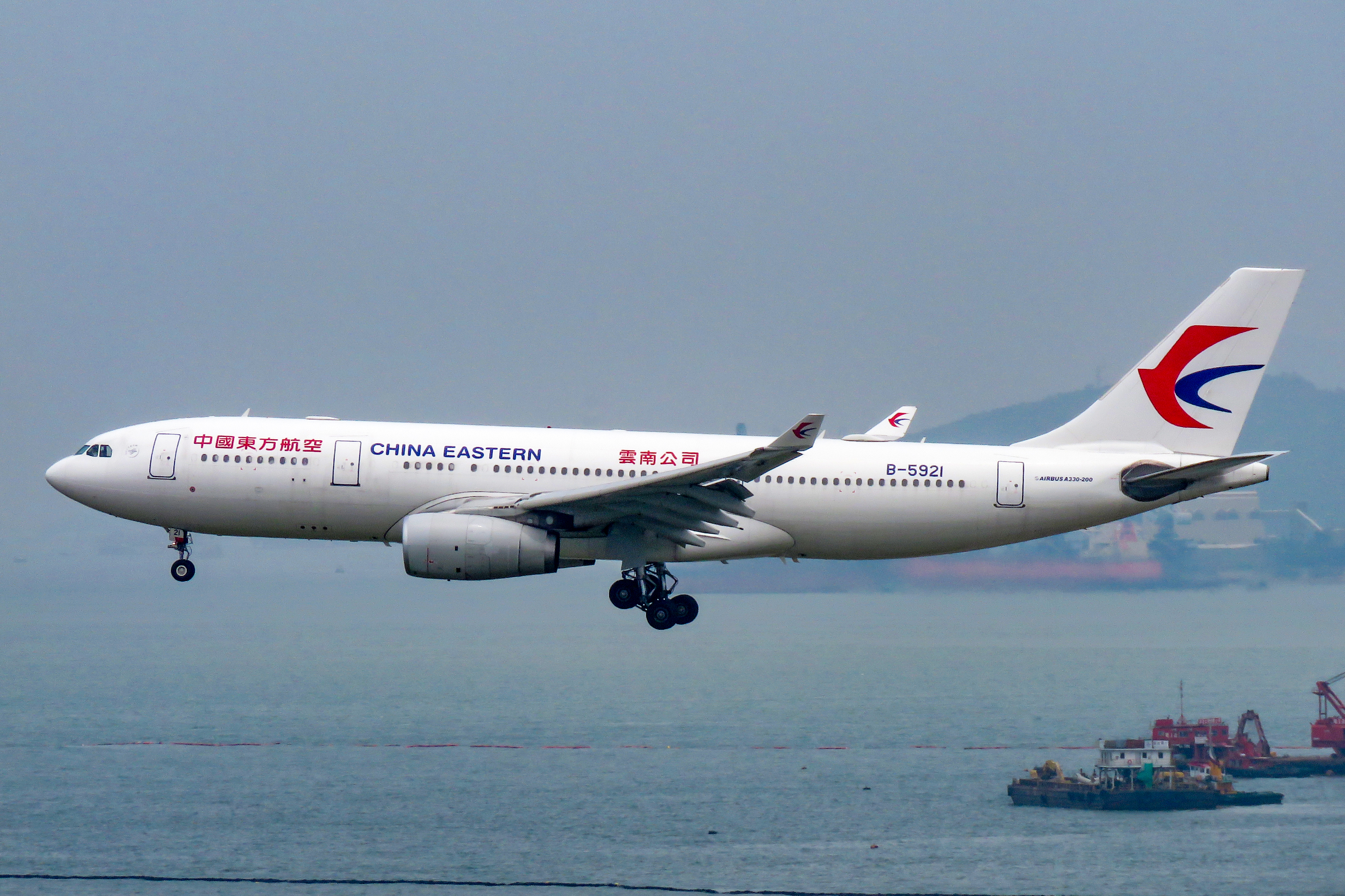
Un Airbus A330-200.

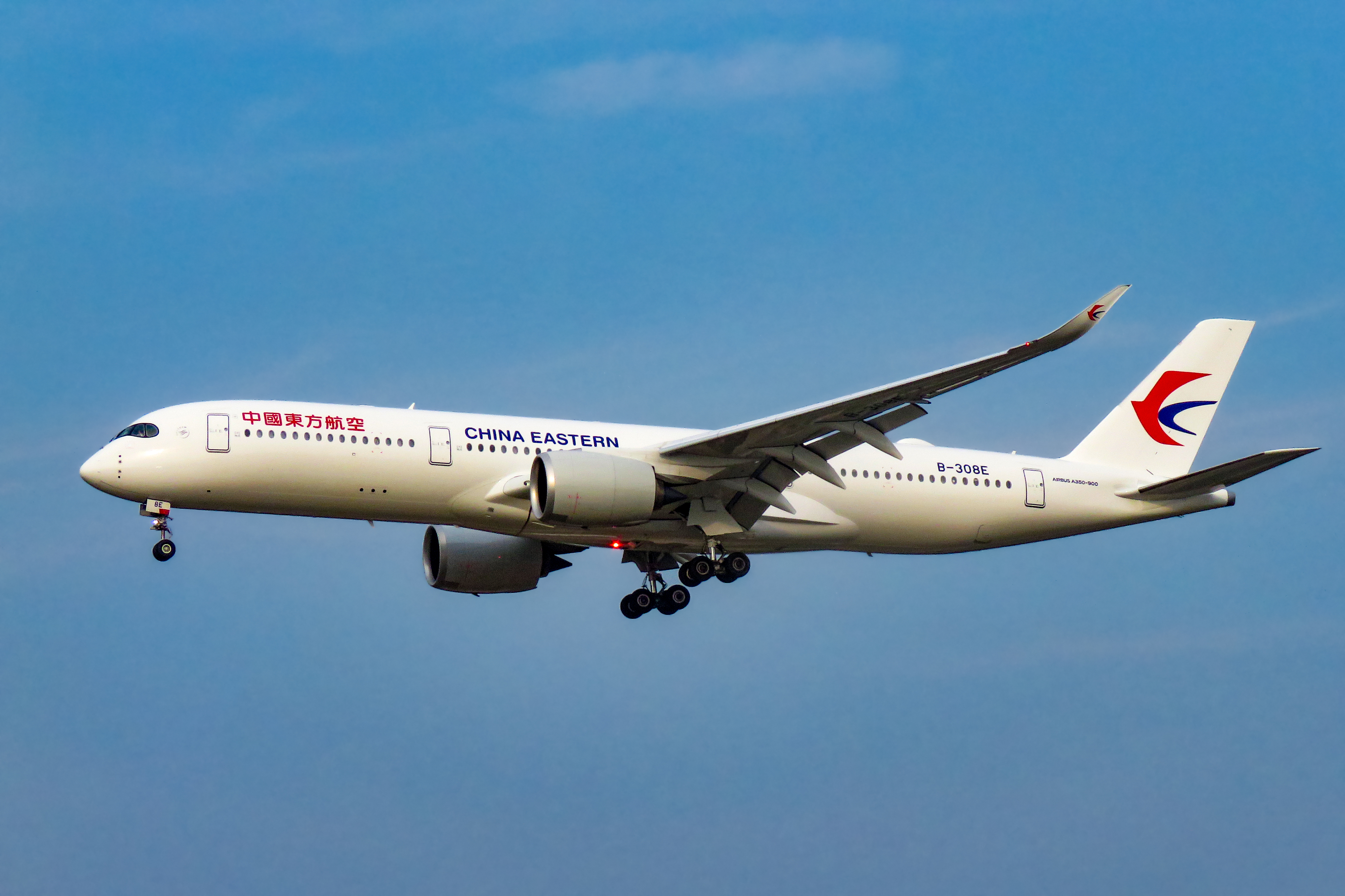
Un Airbus A350-900.

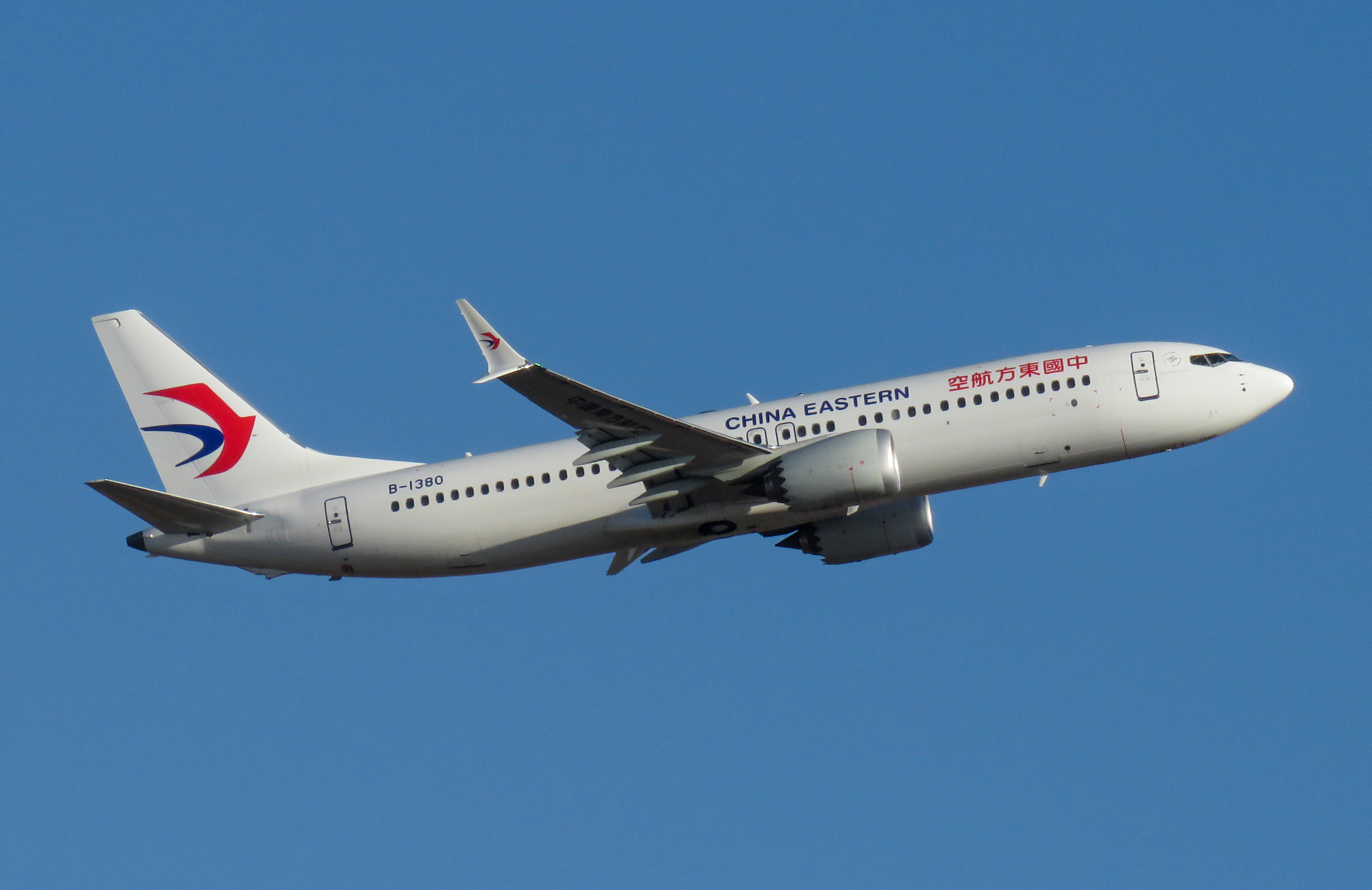
Un Boeing 737 MAX 8.

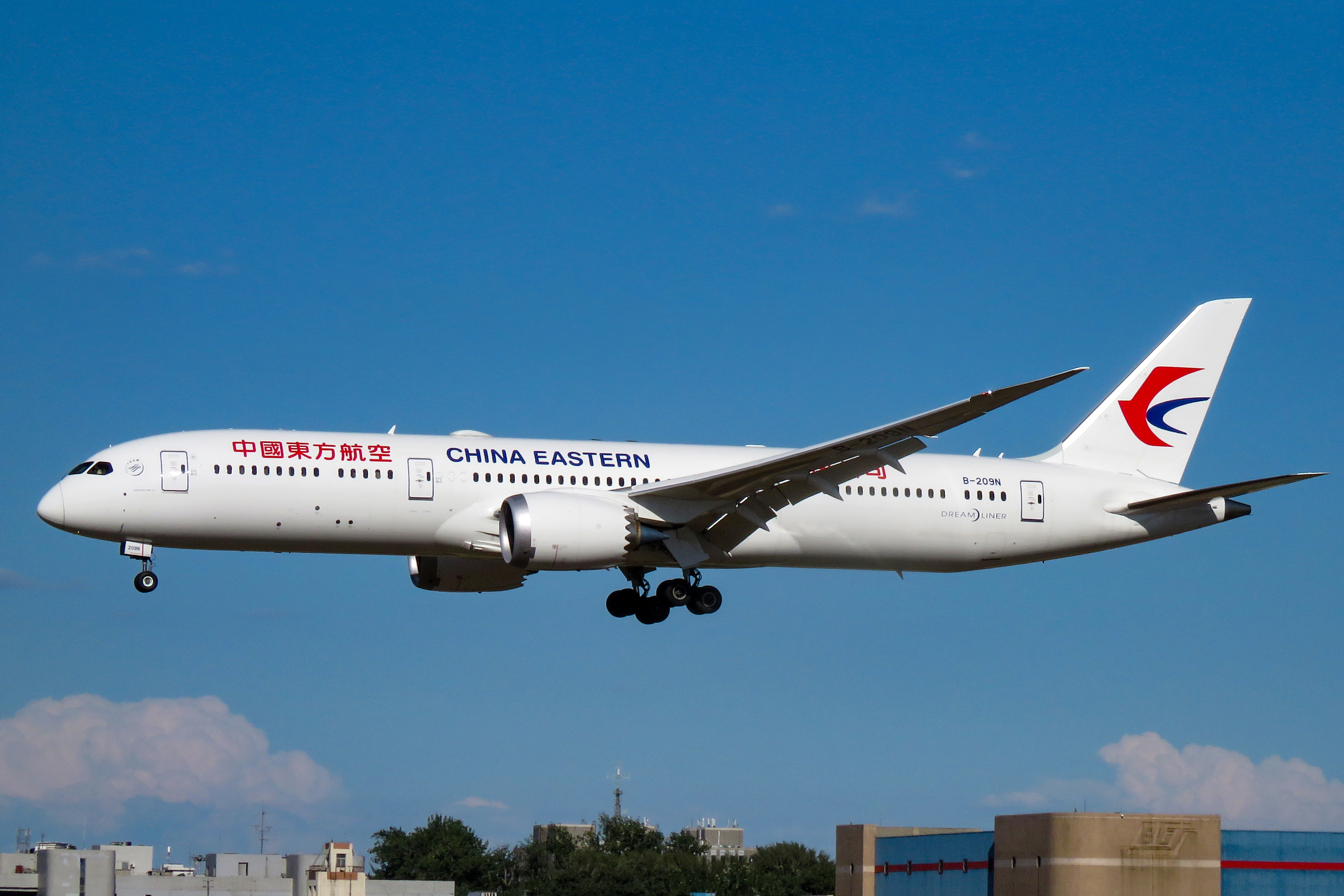
Un Boeing 787-9.

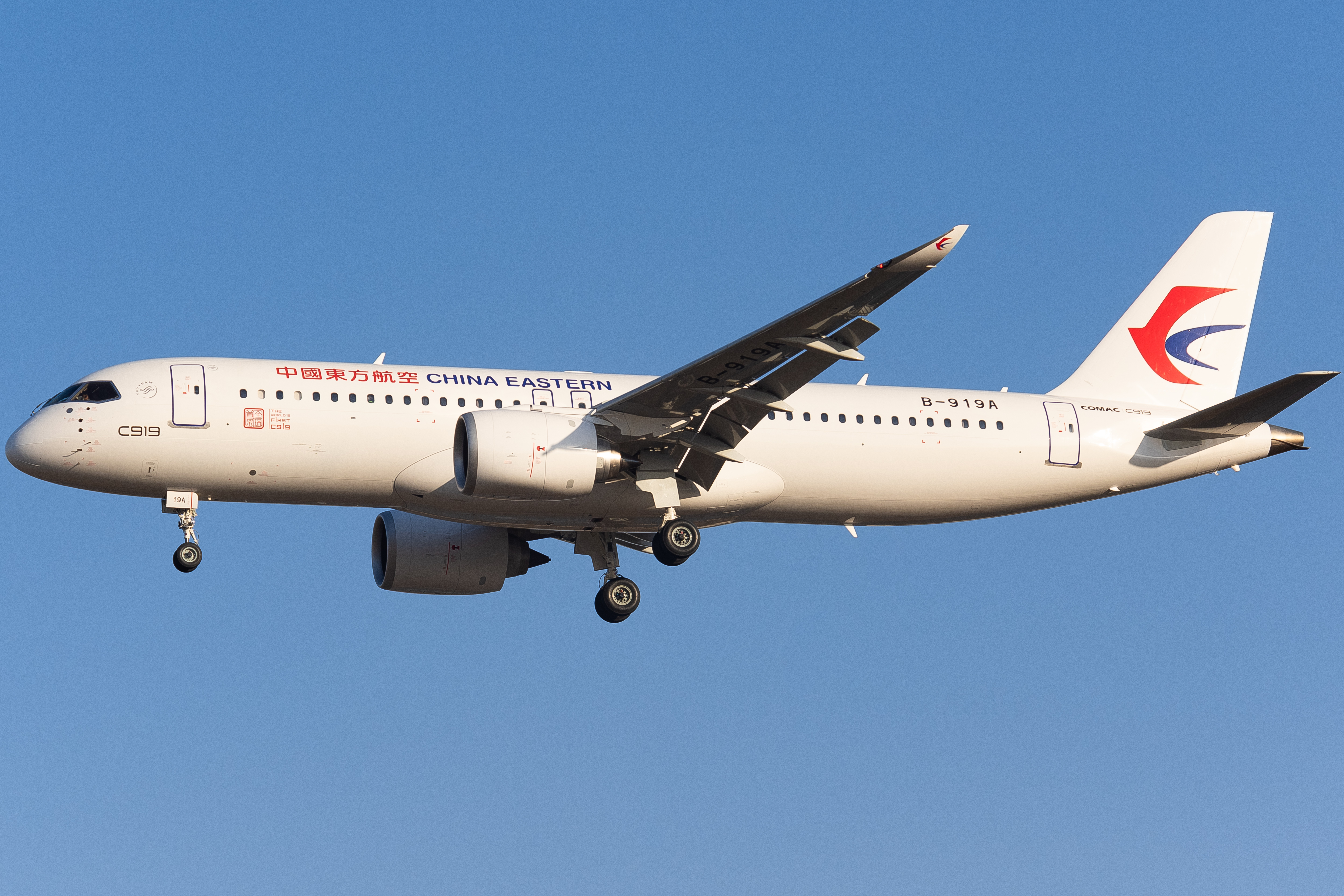
Un Comac C919.

Ad agosto 2024 la flotta di China Eastern Airlines è così composta:

### Flotta storica

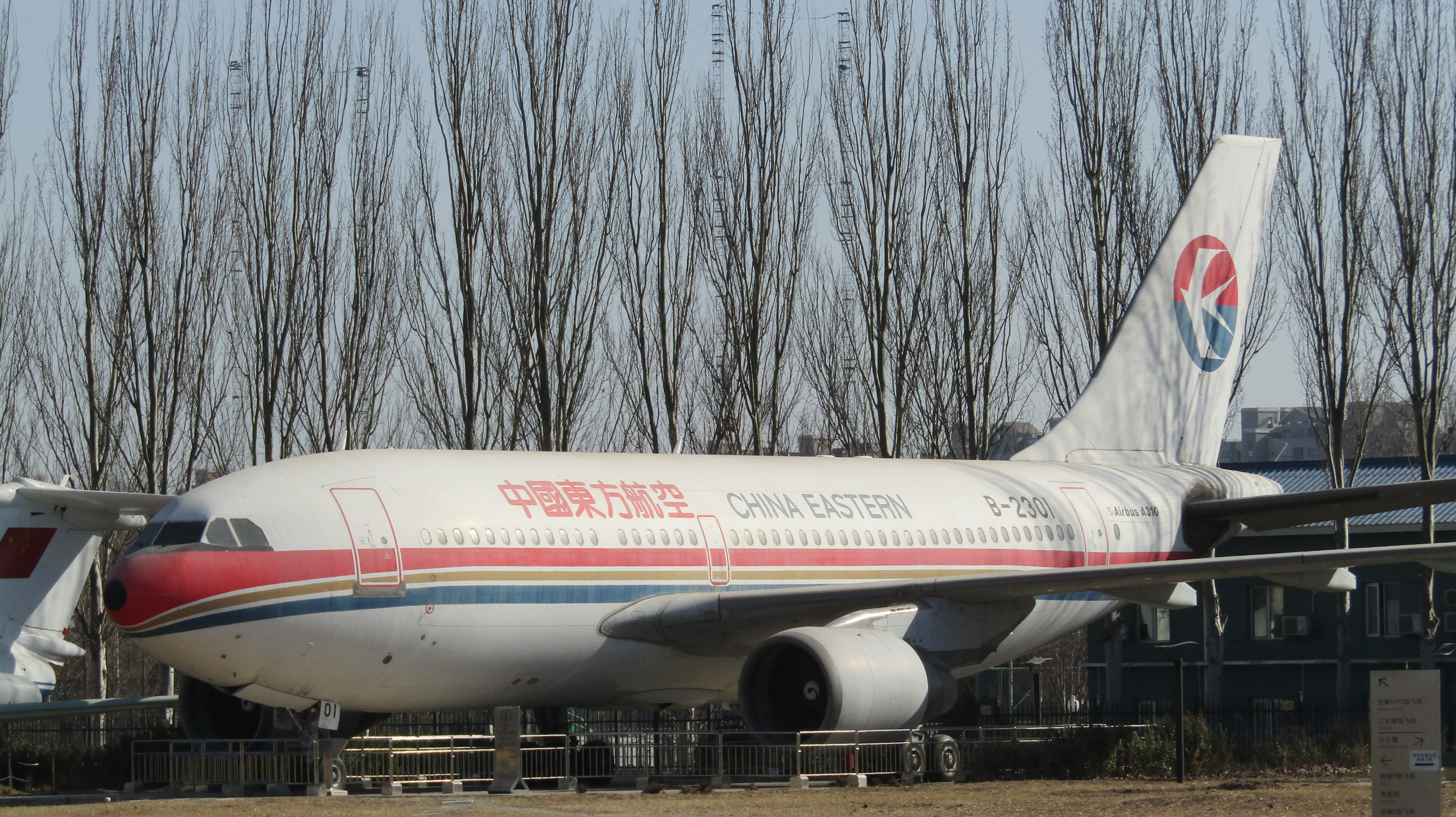
Uno degli ex Airbus A310-200.

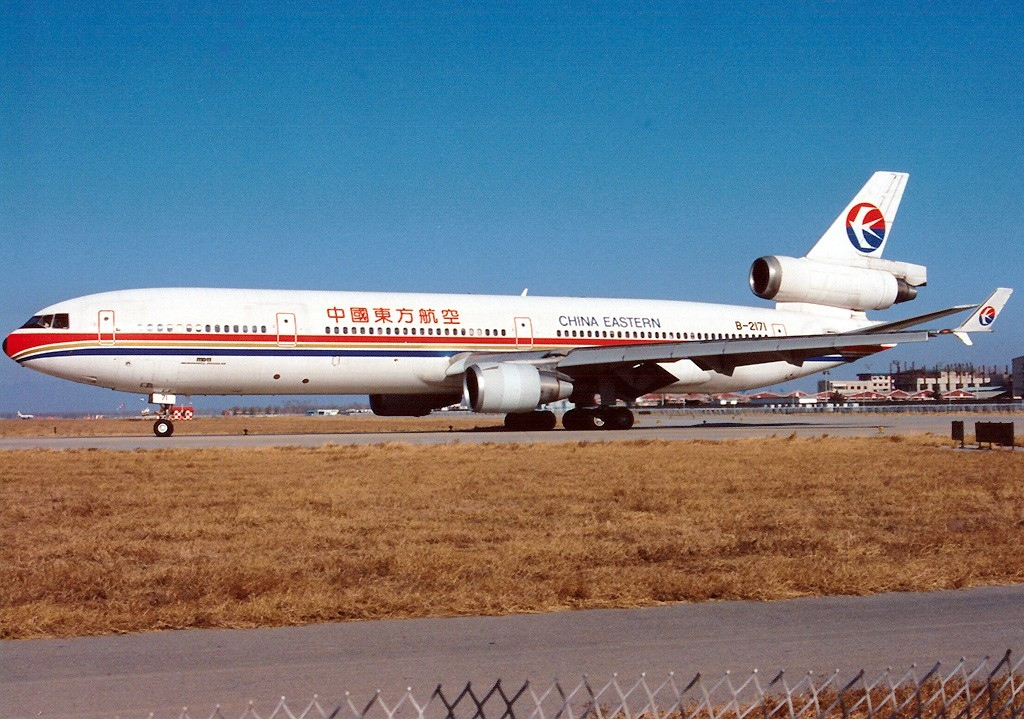
Uno degli ex McDonnell-Douglas MD-11.

China Eastern Airlines operava in precedenza con i seguenti aeromobili:

## Incidenti
- 15 agosto 1989: un Antonov An-24, marche B-3417, precipitò poco dopo il decollo a causa di un'avaria al motore destro. Dei 40 a bordo, sopravvissero solo in 6.[38]
- 6 aprile 1993: i piloti del volo China Eastern Airlines 583, un McDonnell Douglas MD-11 in volo tra Shanghai e Los Angeles, estesero per errore gli slat durante la fase di crociera, facendo oscillare pericolosamente l'aereo. In 156 rimasero feriti, 2 persone persero la vita.[39]
- 26 ottobre 1993: il volo China Eastern Airlines 5398, un McDonnell Douglas MD-82 in volo tra Shenzhen e Fuzhou, uscì di pista durante l'atterraggio all'aeroporto di destinazione a causa di errori dei piloti. Due persone persero la vita, l'aereo rimase danneggiato irreparabilmente.[40]
- 21 marzo 2022: il volo China Eastern Airlines 5735, un volo passeggeri di linea domestico da Kunming a Canton, in Cina, è precipitato nella contea di Teng, nel Guangxi. Il velivolo coinvolto era un Boeing 737-800 e trasportava 123 passeggeri e 9 membri dell'equipaggio; nessuno è sopravvissuto.[41]